# Smok
Smok (draak in het Pools) is een monotypisch geslacht van uitgestorven grote vleesetende Archosauria. De wetenschappelijke naam van het geslacht is voor het eerst geldig gepubliceerd in 2012 door Niedźwiedzki, Sulej & Dzik. De soort uit het geslacht, Smok wawelski, leefde tijdens het Laat-Trias (tussen 205–200 miljoen jaar geleden). De overblijfselen zijn gevonden in Lisowice in het zuiden van Polen. De typesoort Smok wawelski (vernoemd naar de Wawel Draak) kreeg zijn naam in 2011. De soort is groter dan alle andere bekende roofzuchtige Archosauria uit het Laat-Trias of vroeg-Jura in Midden-Europa.